# بريان هاربر
بريان هاربر (بالإنجليزية: Bryan Harper)‏ هو راكب الكنو أسترالي، ولد في 1927.

## وصلات خارجية
- بريان هاربر على موقع أوليمبيديا (الإنجليزية)